# لوتوس الان
لوتوس الان (Lotus Elan) خودرویی است که در سال‌های ۱۹۶۲ تا ۱۹۷۵۱۹۸۹-۱۹۹۵
۲۰۱۳- توسط شرکت انگلیسی لوتوس کارز تولید شده‌است.
طراحی آن خودروهای موتور جلو-محور عقب بوده است.
موتور آن ۵۵۸ سی‌سی است.

## نگارخانه

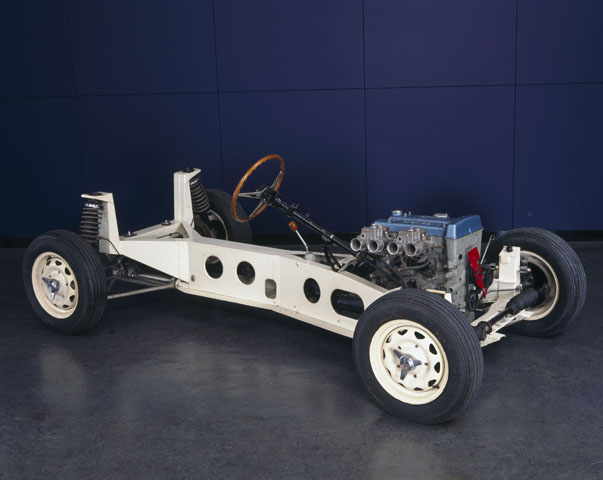
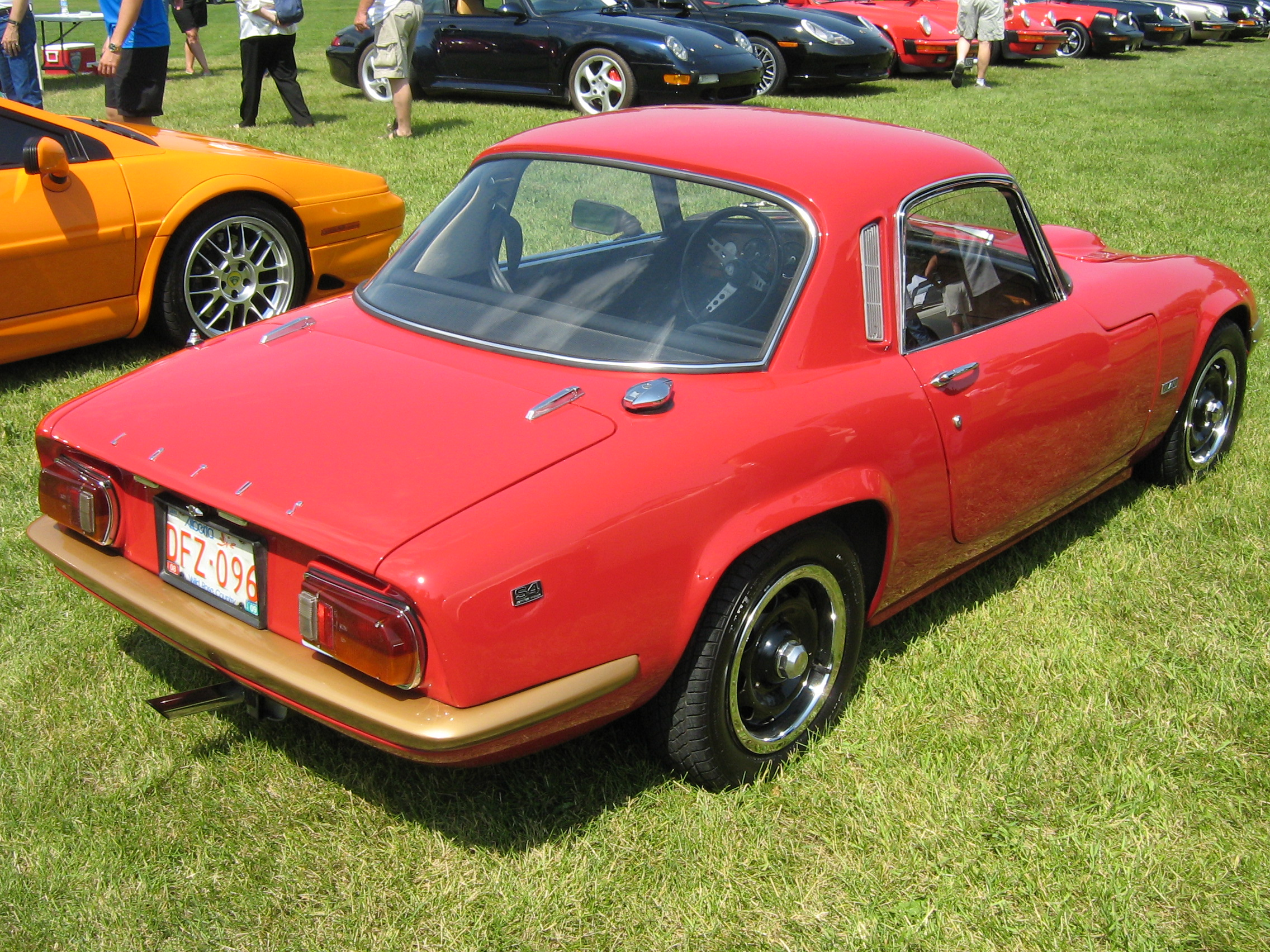
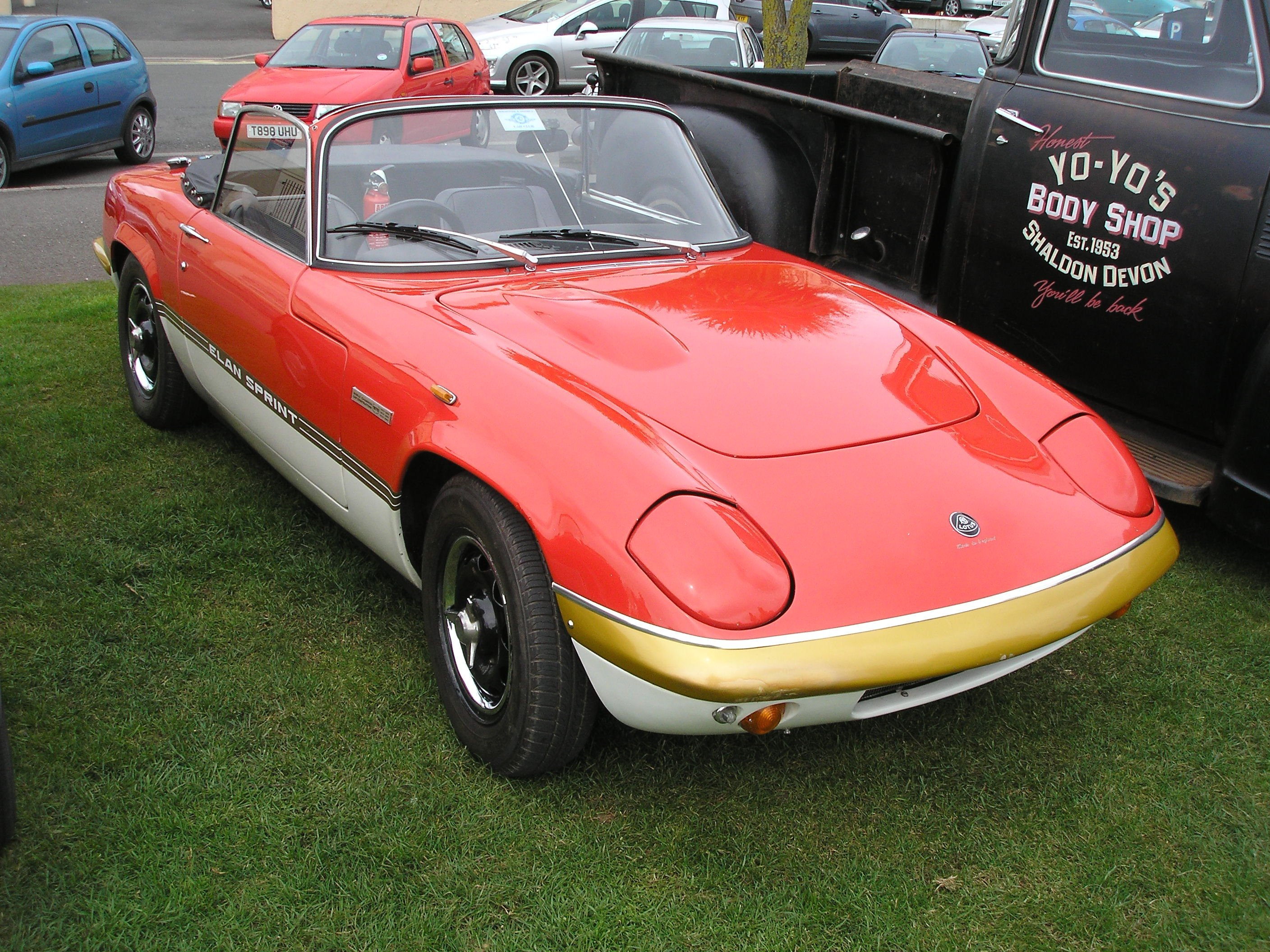